# César Milstein
César Milstein (Bahía Blanca, 8 de outubro de 1927 — Cambridge, 24 de março de 2002) foi um bioquímico argentino e nacionalizado britânico. Formou-se em medicina na Universidade de Buenos Aires e doutorou-se em bioquímica em Cambridge. É considerado um dos pais da imunologia moderna.
Foi agraciado com o Nobel de Fisiologia ou Medicina de 1984, junto com Georges J. F. Köhler por suas pesquisas sobre anticorpos monoclonais. Desenvolveram uma forma de criar novos anticorpos a partir de linfócitos B híbridos, o hibridoma, usado para profilaxia, diagnóstico e terapia de diversas doenças. Invenção especialmente útil diferenciando tumores.